# John Maurice Clark

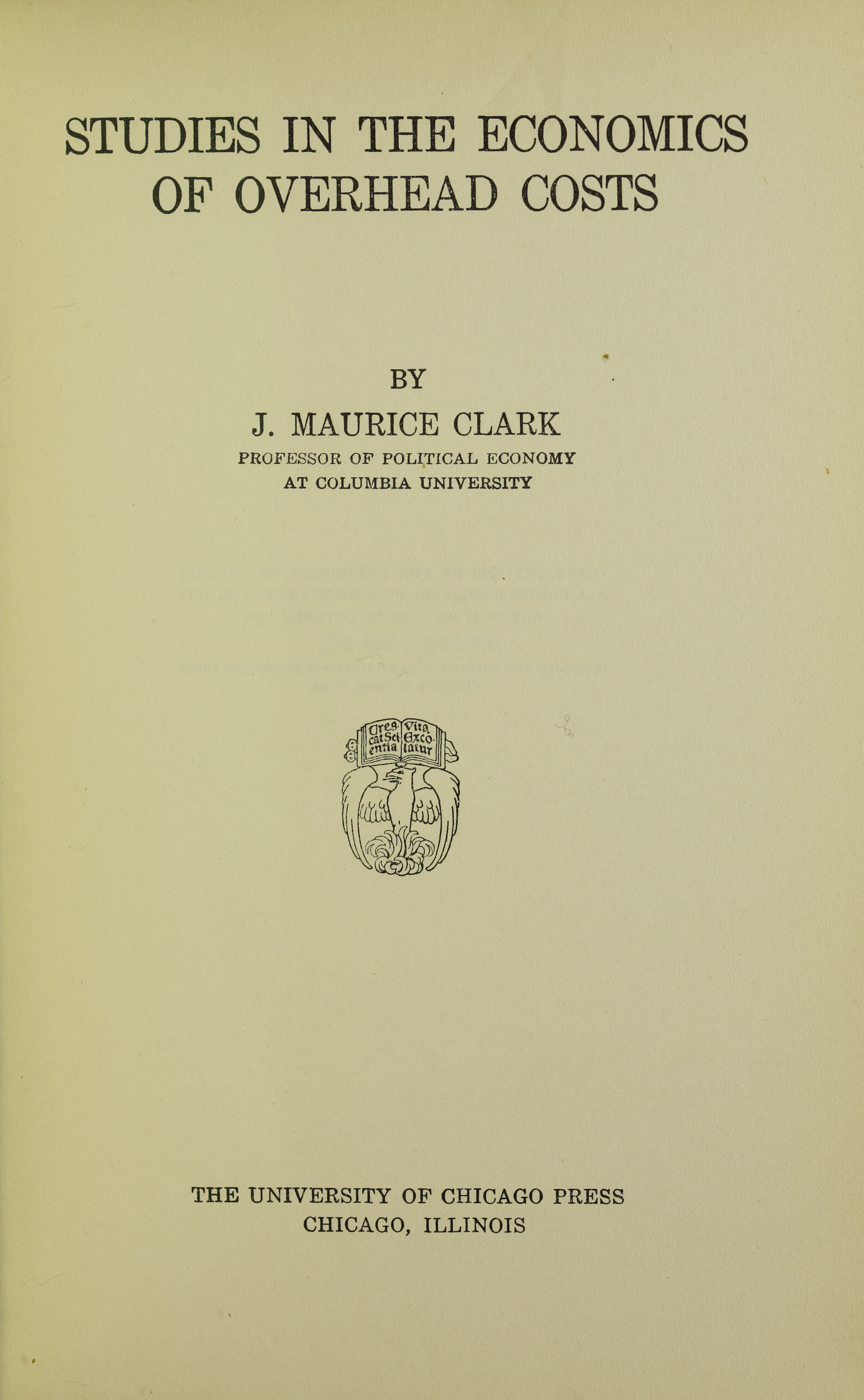
Studies in the economics of overhead costs, 1923

John Maurice Clark (ur. 30 listopada 1884 w Northampton w stanie Massachusetts, zm. 27 czerwca 1963 w Westport w stanie Connecticut) – amerykański ekonomista. Syn ekonomisty Johna Batesa Clarka. Wykładał na uniwersytetach w Chicago i nowojorskim Columbia University. Przedstawiciel instytucjonalizmu. Twórca nowatorskiej koncepcji kosztów ogólnych, koncepcji akceleratora oraz koncepcji poręcznej konkurencji. Wprowadził rozróżnienie kosztów społecznych i kosztów prywatnych.

## Dzieła
- Studia w dziedzinie ekonomiki kosztów ogólnych (1923)
- Koszty wojny światowej dla ludności amerykańskiej (1931)
- Demobilizacja wojennego zarządzania gospodarczego (1944)
- Alternatywa wobec niewolnictwa (1948)
- Konkurencja jako proces dynamiczny (1961)